# Hannu Mikkola

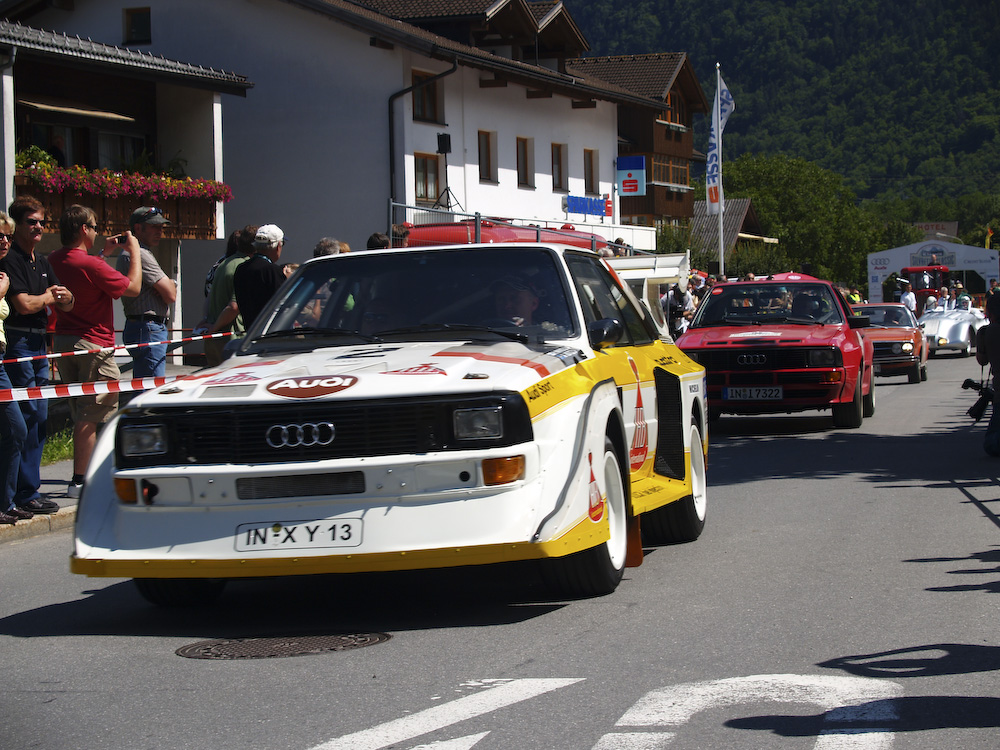
Audi Quattróban

Hannu Olavi Mikkola (Joensuu, 1942. május 24. – 2021. február 26.) finn autóversenyző, egyszeres ralivilágbajnok. Hétszer nyerte meg a Finn ralit és négyszer a RAC Brit ralit.

## Pályafutása
Mikkola rali-pályafutása mintegy 31 évet ölel át. 1963-ban egy Volvo PV544 típusú autóval versenyzett először, de legsikeresebb időszaka az 1970-es- és az 1980-as években volt. A nagyközönség a '70-es években számos nemzetközi versenyen előfutóként láthatta, általában egy Ford Escort volánja mögött. 1979-ben komoly küzdelmet vívott a Rali-világbajnoki címért, végül egy ponttal végzett a bajnok, Björn Waldegård mögött.
Mikkolának 1977-ben svéd navigátora volt Arne Hertz személyében, a páros nagyon gyorsan ismertté vált, amikor a Ford Escorttal 1978-ban megnyerték a Brit Ralibajnokságot. 13 éven át kitartottak egymás mellett egy versenyautóban, egészen az 1990-es bajnokság végéig. 1991-ben aztán Johnny Johansson lett a navigátor.

## A 80-as években
A '80-as években Mikkola ismét előfutó volt a Forddal, de, az 1981-es szezonra az új gyári Audi csapathoz igazolt, ezáltal vezetve az akkoriban szenzációs újdonságnak számító összkerék-meghajtású Audi Quattro autót.Ez a kapcsolat az első pillanattól kezdve sikeres volt: az 1981-es Monte-Carlo-ralin mindvégig vezetett, míg egy baleset miatt fel kellett adnia a küzdelmet. A Svéd Ralit, a következő VB-futamot megnyerte, de sajnos a Quattróval problémák adódtak, ezért a RAC Rallyt más nyerte meg, és Mikkola csak harmadik helyen zárta a '81-es Rali-Világbajnokságot. A következő évi RAC és 1000 Tó (finn) ralikat megnyerte, de ezzel sem tudott harmadik helyén változtatni az Opelt kormányzó Walter Röhrl és csapattársa, az audis Michéle Mouton mögött.

## Mikkola, mint világbajnok
1983 aztán Mikkola éve lett. 4 győzelem és három második helyezéssel végül Arne Hertz-cel, navigátorával Rali-világbajnokok lettek. 1984-ben  a VB-n második lett csapattársa, Stig Blomqvist mögött. 1985-ben csupán 4 futamon indult, melyből 3-hármat nem tudott befejezni, egyen pedig negyedik lett. Összetettben ekkor a 22. helyre csúszott vissza, miután a Lancia és a Peugeot új B csoportos ralicsapatai is megjelentek. Mikkola egészen 1987-ig kitartott a négykarikás márka mellett, a Safari Ralit egy A csoportos Audi 200 Quattróval meg is nyerte. Utána a Mazda csapathoz ment át.

## Pályafutása vége
A Mazdánál 1991-ig volt pilóta, ekkor félig-meddig visszavonult. Nemzetközi versenyeken azonban véletlenszerűen 1993-ig előfordult, amikor is teljesen visszavonult a motorsporttól. Mikkola azóta többször is indult versenyeken, pl. az eredetileg 1970-es London-Mexico World Rally Cup nevű futam 25., jubileumi 1995-ös újbóli megrendezésénél (az eredeti és a 95-ös futamot is megnyerte - navigátora Gunnar Palm volt), valamint a London-Sidney Marathon 2000 Rally-n, ahol legidősebb fiával Juhával a navigátori ülésben egy, az  1968-as 1000 Tó Ralit megnyert Ford Escort 1600RS típusú versenyautóval vágtak neki a hatalmas távnak.
2008 szeptemberében részt vett a Colin McRae Forest Stages Ralin, a Skót Ralibajnokság egyik futamán. Számos korábbi Rali-világbajnok is indult ezen a versenyen, amit a 2007. szeptember 15-én elhunyt Colin McRae skót raliversenyző emlékére rendeztek meg.

## Pályafutása

### WRC győzelmei
| #  | Rali                                  | Év   | Navigátor      | Autó                 |
| -- | ------------------------------------- | ---- | -------------- | -------------------- |
| 1  | 24th 1000 Lakes Rally                 | 1974 | John Davenport | Ford Escort RS1600   |
| 2  | 18ème Rallye du Maroc                 | 1975 | Jean Todt      | Peugeot 504          |
| 3  | 25th 1000 Lakes Rally                 | 1975 | Atso Aho       | Toyota Corolla       |
| 4  | 27th Lombard RAC Rally                | 1978 | Arne Hertz     | Ford Escort RS1800   |
| 5  | 13º Rallye de Portugal Vinho do Porto | 1979 | Arne Hertz     | Ford Escort RS1800   |
| 6  | 10th Motogard Rally of New Zealand    | 1979 | Arne Hertz     | Ford Escort RS1800   |
| 7  | 28th Lombard RAC Rally                | 1979 | Arne Hertz     | Ford Escort RS1800   |
| 8  | 11ème Rallye Côte d'Ivoire            | 1979 | Arne Hertz     | Mercedes 450 SLC 5.0 |
| 9  | 31st International Swedish Rally      | 1981 | Arne Hertz     | Audi Quattro         |
| 10 | 30th Lombard RAC Rally                | 1981 | Arne Hertz     | Audi Quattro         |
| 11 | 32nd 1000 Lakes Rally                 | 1982 | Arne Hertz     | Audi Quattro         |
| 12 | 31st Lombard RAC Rally                | 1982 | Arne Hertz     | Audi Quattro         |
| 13 | 33rd International Swedish Rally      | 1983 | Arne Hertz     | Audi Quattro A1      |
| 14 | 17º Rallye de Portugal Vinho do Porto | 1983 | Arne Hertz     | Audi Quattro A1      |
| 15 | 3º Marlboro Rally Argentina           | 1983 | Arne Hertz     | Audi Quattro A2      |
| 16 | 33rd 1000 Lakes Rally                 | 1983 | Arne Hertz     | Audi Quattro A2      |
| 17 | 18º Rallye de Portugal Vinho do Porto | 1984 | Arne Hertz     | Audi Quattro A2      |
| 18 | 35th Marlboro Safari Rally            | 1987 | Arne Hertz     | Audi 200 Quattro     |

## Külső hivatkozások
- Rallybase profilja